# Ложець
Ложець (словен. Ložec) — поселення в общині Осилниця, регіон Південно-Східна Словенія, Словенія.